# Мавзолей Аттилиев
Мавзолей Аттилиев (исп. Mausoleo de los Atilios или El altar de los moros — Алтарь мавров) —  римский мавзолей I века н. э. Расположен в населённом пункте Садаба, провинции Сарагоса Автономной области Арагон (Испания). Гробница является охраняемым памятником архитектуры. Мавзолей расположен на древней римской дороге из Таррагоны в Памплону.

## Описание
До наших дней сохранилась лишь одна стена. Мавзолей Аттилиев относится к раннему имперскому периоду и является частью гробницы. Над постаментом установлен ряд из пяти арочных ниш, разделенных обтекаемыми пилястрами, завершающиеся фронтонами, верхняя часть представляет собой киматионы. Фасад украшен гирляндами и эмблемами. Длина мавзолея 9,20 метра, высота 4,72 метра, изготовлен из местного песчаника. Две наружные ниши имеют пятиконечную цветочную отделку. В центральной нише изображена медуза, по бокам — орел и кирка подвязанная таенией (повязкой).

## Надпись
У основной ниши находятся следующие три латинских надписи:
C(aio) Atilio L(uci) f(ilio) Quirina Geniali
Atilia Festa avo
L(ucio) Atilio C(ai) f(ilio) Quirina Festo
Atilia Festa patri optimo
Atilia L(uci) f(ilia) Festa et sibi
se viva fecit
Перевод: «в память Гая Аттилиуса Геиалиса, сына Луция, из семьи Квирина, её дед (позволил построить эту могилу) Атилия Феста.»
«в память Луция Аттилиуса Фестуса, сын Гая, из семьи Квирина, её отец, (приказал построить эту могилу) Атилия Феста.»
«Атилия феста, дочь Луция, (позволила построить эту могилу) также для себя при жизни»